# Iskra (rejon chomutowski)
Iskra (ros. Искра) – wieś (ros. село, trb. sieło) w zachodniej Rosji, w sielsowiecie kalinowskim rejonu chomutowskiego w obwodzie kurskim.

## Historia
Do roku 1966 wieś funkcjonowała pod nazwą „Nieplujewka”. Do czasu reformy administracyjnej w roku 2010 Iskra znajdowała się w sielsowiecie amońskim. W tymże roku doszło do włączenia sielsowietów klewieńskiego i amońskiego do sielsowietu kalinowskiego.

## Geografia
Miejscowość położona jest nad rzeką Klewień, 13,5 km od centrum administracyjnego sielsowietu kalinowskiego (Kalinowka), 18 km od centrum administracyjnego rejonu (Chomutowka), 123 km od Kurska.

## Demografia
W 2010 r. miejscowość zamieszkiwały 63 osoby.